# Carlo Gnocchi
Carlo Gnocchi (25. října 1902, San Colombano al Lambro – 28. února 1956, Milán) byl italský římskokatolický kněz, pedagog a spisovatel, působící během druhé světové války jako vojenský kaplan Italské armády. Katolická církev jej uctívá jako blahoslaveného.

## Život

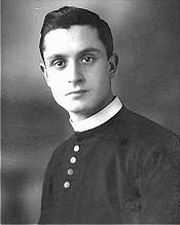
Fotografie

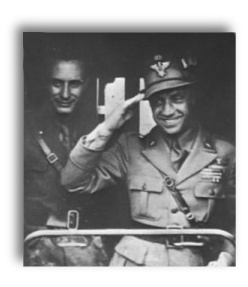
Bl. Carlo Gnocchi spolu s generálem Luigim Reverberim při odchodu na východní frontu

Narodil se dne 25. října 1902 v San Colombano al Lambro nedaleko Lodi jako první ze tří dětí rodičům Enricu Gnocchovi a Clementině Pasta. Jeho matka pracovala jako švadlena. Roku 1907 zemřel jeho otec na silikózu, jelikož pracoval jako dělník s mramorem.
Poté, co se s rodinou přestěhoval do Milána, zemřeli postupně o dva starší bratři. V dětství také nějakou dobu žil u příbuzných ve vesnici Montesiro (část obce Besana in Brianza). Zde jej kněz Luigi Ghezzi podpořil pro vstup do kněžského semináře. Kněžské svěcení přijal roku 1925 z rukou milánského arcibiskupa a kardinála Eugenia Tosiho. V témže roce sloužil v Montesiru svoji primiční mši svatou.
Jako kněz se zabýval křesťanskou výchovou a pastorací mládeže. Nejprve byl poslán do farnosti Cernusco sul Naviglio a poté roku 1926 do farnosti při kostele San Pietro in Sala v Miláně, kde byl mezi svými farníky velmi oblíbený. Pro jeho popularitu také jako pedagoga jej milánský arcibiskup a kardinál bl. Alfredo Ildefonso Schuster roku 1936 jmenoval duchovním vůdcem Gonzagova institutu bratří křesťanských škol.

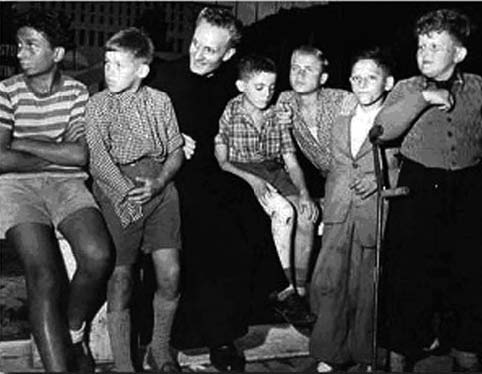
Bl. Carlo Gnocchi, pracující s dětmi

Na konci 30. let 20. století byl jmenován kaplanem druhé milánské legie, složené ze studentů Katolické univerzity Nejsvětějšího Srdce v Miláně. Roku 1939 mu zemřela matka, se kterou byl velmi spjat. Na začátku druhé světové války se dobrovolně přihlásil do oddílu Italské armády Battaglione alpini "Val Tagliamento", který byl poslán na řecko-albánskou frontu. Po skončení balkánském tažení roku 1941 odešel v roce 1942 na východní frontu jako kaplan pro italský oddíl Brigata alpina "Tridentina", ve kterém se zúčastnil bitvy u Nikolajevky. Během ústupu se mnoho členů oddílu stalo oběťmi velkého mrazu, kdy sám trpěl omrzlinami a dalšími zdravotními komplikacemi a nebýt zdravotníka Rolanda Prady, který mu umožnil jízdu na vojenských saních by nejspíše také přišel o život.
Po zlepšení jeho zdravotního stavu sesbíral poslední poselství a přání raněných a umírajících vojáků, a po návratu do Itálie se je pokoušel doručovat jejich rodinám a pozůstalým. Poté se stal členem katolického sdružení OSCAR, které pomáhalo Židům a uprchlým spojeneckým válečným zajatcům uprchnout do Švýcarska. Psal články do ilegálního časopisu Il Ribelle a do diecézních novin L'Italia. Několikrát byl za to vězněn ve věznici San Vittore v Miláně, avšak na zásah milánského arcibiskupa bl. Alfreda Ildefonsa Schustera se mu dostalo propuštění.
Po skončení války se věnoval charitativní činnosti pro lidi, které jí byli postiženi. Nejprve se věnoval sirotkům, jejichž rodiče zemřeli ve válce a poté také dětským invalidům z války a válkou postiženým civilistům, kdy pro ně zakládal rozsáhlou síť kolejí v mnoha italských městech. Pomohl také zřídit moderní centra Centri di rieducazione pro děti, postižené dětskou obrnou.
Charitativní činnosti, zvláště mezi potřebnými dětmi, se věnoval po zbytek svého života. V té době založil svoji největší nadaci Fondazione Pro Juventute.
Zemřel na rakovinu s krucifixem v rukou dne 28. února 1956 v Miláně. Před svoji smrtí daroval své dvě rohovky dvěma nevidomým dětem. Šlo o první takovou transplantaci v Itálii, kdy na jejím základě byl italským parlamentem přijat zákon, upravující možnost provedení transplantace orgánů a také k prvnímu vyjádření katolické církve na otázku transplantologie.
Nejprve byl pohřben na hřbitově Cimitero Monumentale v Miláně. Později byly jeho ostatky přeneseny do nově vybudované jemu zasvěcené svatyně v témže městě.

## Úcta
Jeho beatifikační proces započal dne 5. ledna 1987, čímž obdržel titul služebník Boží. Dne 20. prosince 2002 jej papež sv. Jan Pavel II. podepsáním dekretu o jeho hrdinských ctnostech prohlásil za ctihodného. Dne 17. ledna 2009 byl uznán zázrak na jeho přímluvu, potřebný pro jeho blahořečení.
Blahořečen pak byl dne 25. října 2009 na Piazza del Duomo v Miláně. Obřadu předsedal jménem papeže Benedikta XVI. arcibiskup Angelo Amato, beatifikační mši svatou poté celebroval kardinál Dionigi Tettamanzi.
Jeho památka je připomínána 25. října. Bývá zobrazován v kněžském oděvu.